# Надежда (пароход, 1823)
«Надежда» («Пчёлка») — плоскодонный колёсный пароход графа М. С. Воронцова, переданный в Дунайскую флотилию, а затем Черноморскому флоту России. Первый пассажирский пароход на маршруте Одесса — Херсон.

## Описание парохода
Колёсный плоскодонный речной пароход, водоизмещением 111 тонн. Был построен из соснового леса. Длина парохода составляла 19,8 метра, ширина — 4,88 метра, осадка — 1,75 метра. На пароходе был установлен один железный паровой котёл и паровая машина завода Берда мощностью 20 номинальные л. с.. Скорость парохода достигала 5,5 узлов.

## История
Пароход был заложен в имении графа М. С. Воронцова Мошны на Днепре в 1820 года. После спуска на воду в 1823 году был переведен для испытаний в Херсон, где использовался для буксировки барж до Николаева. 
В 1823 году, став новороссийским генерал-губернатором, М. С. Воронцов перевёл пароход в Одессу. 
В Одессе пароход был переоборудован в буксирно-пассажирский и с июля 1827 года  начал совершать пассажирские рейсы по маршруту Одесса — Херсон, став первым пассажирским пароходом на этом направлении и положив тем самым начало отечественному коммерческому паровому судоходству на Чёрном море.
В 4 июля 1827 года «Надежда» под командованием капитана Иосифа Игнатьевича Червякова вышла из Одессы в свой первый рейс и прибыла в Херсон через 27 часов. Второй рейс парохода в Херсон был подробно описан в газете «Одесский вестник»: 

Пароход прибыл туда, невзирая на противный ветер, в 35 часов, а назад возвратился в 27. Бывшие на нем пассажиры отзываются весьма выгодно на счет внутреннего расположения, чистоты и порядка на сем судне. 29 июля многие из почтеннейших особ Херсона, в том числе нескольких дам, удостоили пароход своим посещением. Предположено было сделать прогулку по Днепру. Поднялся дым из трубы, раздался стук колес, и чудное судно, без весел и без парусов, горделиво поплыло против течения реки. Сначала дамы несколько робели; но вскоре рассеялись все опасения; удивление и удовольствие заступили их место, и любезные посетительницы с особенным вниманием рассматривали устроение парохода.
В 1829 году был куплен Военным ведомством и вошёл в состав в Дунайской транспортной флотилии, а в 1832 году «по неудобству к плаваниям и действиям по Дунаю» передан Черноморскому флоту, в составе которого использовался для портовых нужд.
Пароход «Надежда» разобран в 1842 году.